# Кречин, Владимир Николаевич
Владимир Николаевич Кречин  (род. 23 марта 1975, Челябинск) — российский хоккеист, тренер. Хоккейный функционер. Мастер спорта России.

## Карьера

### Игрок
Воспитанник челябинского «Трактора». Тренеры — Валерий Рякин и Николай Бец.
На уровне сборных выступал за юниорскую сборную России и сборную Казахстана.
В 1993 году был задрафтован клубом NHL «Филадельфия Флайерз» в 5 раунде под общим 114 номером. Прежде чем вернуться в Россию, сыграл три сезона в хоккейной лиге Онтарио.
Начинал карьеру в «Мечеле», выступал за ХК «Трактор» 8 сезонов, «Windsor Spitfires» (OHL), ярославское «Торпедо», новокузнецкий «Металлург», карагандинский «Казахмыс» и екатеринбургский «Автомобилист».
Был членом команды, вернувшей ХК «Трактор» в Суперлигу российского хоккея (2005/2006), а затем отыграл за челябинцев следующий сезон уже в дивизионе КХЛ. Последний сезон в «Тракторе» — 2006/07. В сезоне 2007/08 выступал за екатеринбургский «Автомобилист» в высшей лиге чемпионата страны. После этого завершил карьеру игрока.

### Хоккейный функционер
В 2008 году, завершив карьеру игрока, вернулся в хоккей в качестве помощника руководителя ХК «Трактор». В феврале 2010 год Михаил Юревич, президент ХК «Трактор», пригласил Владимира Кречина на должность директора клуба.
В 2012 году комбинат ЧМК отказался от финансирования ХК «Мечел» (Челябинск), получив расположение губернатора, создал условия для сохранения команды под новым названием ХК «Челмет», включив её в структуру ХК «Трактора», тем самым образовав полную вертикаль хоккея в системе клуба (КХЛ, ВХЛ, МХЛ).
В 2012 году Владимир Кречин стал инициатором открытия первого зала, посвященного современной истории команды «Трактор». С 5 сентября 2012 года Кречин совмещал управление клубом с функциональными обязанностями директора ледовой арены «Трактор». В конце 2014 года завершил свою деятельность с ХК «Трактор» и ОБУ «Ледовая арена „Трактор“».
В апреле 2016 назначен на должность генерального директора ХК «Крылья Советов».
С 7 июня 2016 года Владимир Кречин генеральный менеджер китайского клуба «Куньлунь Ред Стар». В год создания команда вышла в плей-офф. В 2018 году контракт был расторгнут.
В мае 2018 года губернатор Самарской области Дмитрий Азаров и министр спорта области Дмитрий Шляхтин в рамках годового контракта пригласили Кречина на должность спортивного директора ХК «Лада». Совместно с главным тренером, за два предсезонных месяца были сформированы составы команд «Лада» (ВХЛ) и «Ладья» (МХЛ).

## Достижения

#### В игровой карьере
- Чемпион РСФСР юноши 1987/88;
- Чемпион СССР юноши 1990/91;
- Победитель первенства спецклассов 1990/91 в составе Трактора 1975 г.р.;

- Серебряный призёр чемпионата Европы среди юниоров 1992/93;
- Бронзовый призёр высшей лиги 2003/04;
- Чемпион высшей лиги 2005/06 в составе команды «Трактор».

#### В спортивном менеджменте
В качестве директора ХК «Трактор» и первого вице-президента клуба:
- Обладатель Кубка Континента (2012);
- Бронзовый призёр Кубка Гагарина (2012);
- Серебряный призёр Кубка Гагарина (2013).